# Clan Galasso di Poggiomarino
Il clan Galasso è stato un sodalizio camorristico operante nell'entroterra ad est della città di Napoli, considerato uno dei più potenti clan della storia della camorra, situato più precisamente nell'area del comune di Poggiomarino.

## Storia
La cosca familiare dei Galasso si identifica principalmente nella compresenza dei fratelli Pasquale e Martino e del cugino di questi, Ciro Galasso, ma aveva tanti altri affiliati di alto rango nella camorra napoletana come Ettore Miranda braccio destro e sicario di Pasquale Galasso, Raffaele Sorrentino detto Giotto oppure Rosario Giugliano detto O’Minorenne boss di Poggiomarino. Negli anni '80 il territorio di Poggiomarino fu completamente in mano al clan, tant'è che fu decretato, in più di un'occasione, lo scioglimento del Consiglio Comunale a causa di infiltrazioni camorristiche.
Il quartier generale del clan si estendeva su tremila metri quadrati nei quali trovavano posto: campi di calcio, di tennis, due piscine e anche una collezione privata composta da oltre 300 pezzi di sospetto antiquariato.
Negli anni novanta si assiste al declino del clan legato indissolubilmente ad un'altra grande realtà criminale, quella del clan Alfieri. Il 5 maggio 1992 Pasquale Galasso viene arrestato e nel settembre dello stesso anno diventa, primo per importanza e in ordine di tempo, collaboratore di giustizia. Il pentimento di Galasso, al tempo, fu considerato di un'importanza fondamentale e fece luce sui rapporti tra la criminalità campana e la politica, nella fattispecie rappresentata dalla corrente democristiana di Antonio Gava. Pasquale Galasso, attualmente, vivrebbe tra l'avellinese e il salernitano da dove gestirebbe, tramite prestanome, alcuni supermercati situati nella Valle dell'Irno.